# Ralf Ackermann
Ralf Ackermann (27 novembre 1971) è un ex calciatore liechtensteinese, di ruolo centrocampista.

## Carriera

### Club
Dal 1996 al 1997 giocò per lo Schaan.

### Nazionale
Ha collezionato 6 presenze con la propria nazionale.

## Statistiche

### Cronologia di presenze e reti in nazionale
| Cronologia completa delle presenze e delle reti in nazionale ― Liechtenstein | Cronologia completa delle presenze e delle reti in nazionale ― Liechtenstein | Cronologia completa delle presenze e delle reti in nazionale ― Liechtenstein | Cronologia completa delle presenze e delle reti in nazionale ― Liechtenstein | Cronologia completa delle presenze e delle reti in nazionale ― Liechtenstein | Cronologia completa delle presenze e delle reti in nazionale ― Liechtenstein | Cronologia completa delle presenze e delle reti in nazionale ― Liechtenstein | Cronologia completa delle presenze e delle reti in nazionale ― Liechtenstein |
| Data                                                                         | Città                                                                        | In casa                                                                      | Risultato                                                                    | Ospiti                                                                       | Competizione                                                                 | Reti                                                                         | Note                                                                         |
| ---------------------------------------------------------------------------- | ---------------------------------------------------------------------------- | ---------------------------------------------------------------------------- | ---------------------------------------------------------------------------- | ---------------------------------------------------------------------------- | ---------------------------------------------------------------------------- | ---------------------------------------------------------------------------- | ---------------------------------------------------------------------------- |
| 21/05/97                                                                     | ?                                                                            | Irlanda                                                                      | 6 – 0                                                                        | Liechtenstein                                                                |                                                                              | -                                                                            |                                                                              |
| 30/04/97                                                                     | ?                                                                            | Liechtenstein                                                                | 0 – 2                                                                        | Lituania                                                                     |                                                                              | -                                                                            |                                                                              |
| 29/03/97                                                                     | ?                                                                            | Romania                                                                      | 8 – 0                                                                        | Liechtenstein                                                                |                                                                              | -                                                                            |                                                                              |
| 09/10/96                                                                     | ?                                                                            | Lituania                                                                     | 2 – 1                                                                        | Liechtenstein                                                                |                                                                              | -                                                                            |                                                                              |
| 31/08/96                                                                     | ?                                                                            | Liechtenstein                                                                | 0 – 5                                                                        | Irlanda                                                                      |                                                                              | -                                                                            |                                                                              |
| 24/04/96                                                                     | ?                                                                            | Macao                                                                        | 3 – 0                                                                        | Liechtenstein                                                                |                                                                              | -                                                                            |                                                                              |
| Totale                                                                       |                                                                              | Presenze                                                                     | 6                                                                            |                                                                              | Reti                                                                         | 0                                                                            |                                                                              |